# United Nations Iraq-Iran Military Observer Group
Die United Nations Iraq-Iran Military Observer Group (UNIIMOG; deutsch Militärische Beobachtergruppe der Vereinten Nationen für Irak und Iran) basierte auf der UN-Resolution 619 vom 9. August 1988 und war von August 1988 bis Februar 1991 im Irak und in der Islamischen Republik Iran eingesetzt.
Ziel des UN-Mandats war die Überwachung des seit dem 20. August 1988 bestehenden Waffenstillstands zwischen beiden Parteien, der aufgrund der Resolution 598 vom 20. Juli 1987 unmittelbar vom Irak und 1988 auch von Iran mitgezeichnet wurde.

## Führung und Beteiligung
Geführt wurde die Mission aus den Hauptquartieren in Teheran und Bagdad. Persönlicher Beauftragter des Generalsekretärs für den Einsatz war Jan K. Eliasson aus Schweden, dem von August 1988 bis November 1990 Generalmajor Slavko Jovic aus Jugoslawien und im Anschluss Brigadegeneral S. Anam Khan aus Bangladesch als oberste Militärbeobachter zur Seite standen. Der personelle Umfang der Mission umfasste je nach Lage zwischen 114 und 400 militärische wie zivile Mitarbeiter. Die Truppen wurden gestellt durch Argentinien, Australien, Bangladesh, Dänemark, Finnland, Ghana, Indien, Indonesien, Irland, Italien, Jugoslawien, Kanada, Kenia, Malaysia, Neuseeland, Nigeria, Norwegen, Österreich, Peru, Polen, Sambia, Schweden, Senegal, Türkei, Ungarn, und Uruguay. Während der UNIIMOG-Mission kam ein militärischer Angehöriger ums Leben.